# Mayo-Sava
Mayo-Sava ist ein Département der Region Extrême-Nord in Kamerun.
Auf einer Fläche von 2736 km² leben nach der Volkszählung 2005 348.890 Einwohner. Die Hauptstadt ist Mora.

## Gemeinden
- Kolofata
- Mora
- Tokombéré